# Sportcentrum de Deuster

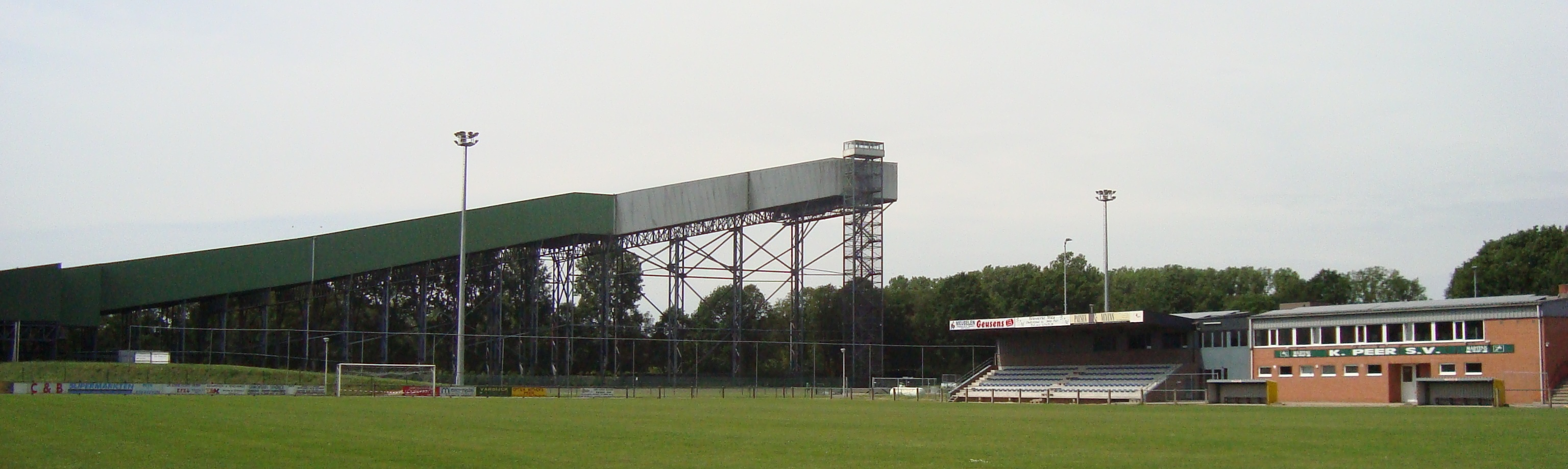
De voetbalterreinen van Peer SV op de voorgrond met de wieler-, atletiek-, skate- en skipiste op de achtergrond anno 2014 (voor de uitbreiding van de skipiste in 2017).

Sportcentrum De Deuster is een sportcomplex in de Belgische stad Peer. Het is sinds 1990 de thuishaven van voetbalclub Peer SV.
Daarnaast heeft het nog twee Finse pistes, eentje van één en twee kilometer, een wieler-, atletiek- en skatepiste, een boogschietclub, een tennisclub, een multifunctionele sporthal en de grootste overdekte skipiste van Europa, waar tijdens de wintermaanden ook vaak een kleine schaatsbaan wordt opgesteld; te bieden. In 2009 kwam daar nog een BMX-parcours bij. Ook een nieuwe zittribune voor Peer SV, die verder nog extra lokalen voor de atletiek- en wielerclub huisvesten, zijn sindsdien in gebruik. In 2012 werd er nog een tennishal met fitness en ruimte voor gevechtssporten en dans gebouwd. En in 2021 opende ook nog eens vier Padel terreinen midden in het sportcentrum.
Aan de rand van het sportcentrum, dat zich bevindt aan de Deusterstraat, ligt een hondenschool.